# История на Крагуевац
Историята на Крагуевац започва през XIX век, тъй като в съвременната сръбска историография не се съдържат сведения за съществувало предходно селище на местото на съвременния град до османско време, но се предполага, че такова селище е съществувало по горното поречие на река Лепеница.

## Средновековие
По времето на Първата и Втората българска държава, тези земи до Рудник (планина) са били част от българската територия
Първото упоменаване на селище на днешното място на града е в османски дефтер от 1476 г., в който селището е отбелязано като „Крагуйфоча“ и има 32 къщи.
По времето на първото хабсбургско управление на Смедеревския санджак и последвалата т.нар. Кочина крайна, селището е под австрийска хабсбургска власт.

## Ново време
След като Смедеревския санджак се сдобива с автономия, Крагуевац става първа столица на Княжество Сърбия.
Градът, известен с марката „Застава“, установимо и от значението ѝ, е тясно свързан и със сръбската и с българската историческа традиция. До 1844 г. е столица на младото княжество, след което столицата му е преместена в Белград. Тук е Старата скупщина, събирала се импровизирано без сграда в двора на Старата църква на селището.

### Събития (хронология)
- 1820 г. – учреден е първият съд в Княжество Сърбия;
- 1833/35 г. – основан е сърбоезичен лицей в княжеството (1833/35), пренесена през 1838 г. в Белград, която е предтеча на Белградски университет;
- 1835 г. – излиза първата Българска граматика;
- 1835 г. – прогласен е първият органически устав на младото княжество, приеман като първа сръбска конституция;
- 1835 г. – създадена е първата театрална трупа в младото княжество, Княжеско-сръбски театър; Архив на оригинала от 2008-10-22 в Wayback Machine.
- 1853 г. – започва и индустриализацията на Сърбия (първата фабрика в българските земи е открита в 1836 г. от Добри Желязков в Сливен);
- 1863/64 г. – четата на „последния хайдутин“ Ильо войвода с част от българските доброволци от Първа българска легия (около 300 души) били настанени в Крагуевац, за да плашат турците (сръбското правителство в лицето на военния министър Блазневац обещало, че ще ги обучава, подпомога и изпрати да освобождават България), обслужвайки сръбските външнополитически интереси и след като се явили непотребни били разпуснати.

## Крагуевац по време на Балканските и Световните войни
След като Вардарска Македония е присъединена към Кралство Сърбия избухва инцидент в Крагуевац (1914). В периода 1915/18 г. градът е под австро-унгарска окупация.
По време на Втората световна война тук и в съседното Кралево се разиграват събитията известни като крагуевски октомври. По силата на тайно българо-германско споразумение, градът с околността са под българска власт в периода 1942 – септември 1944 г. На 24 декември 1941 г., Бъдни вечер, Богдан Филов е уведомен от външния министър Иван Попов, че германското правителство е поискало от България да се изпратят три дивизии в Сърбия, които да заменят немските в Поморавието. На 31 декември 1941 г., три български дивизии (6-а, 17-а и 21-ва) започват да заемат предварително определените им територии, като са поставени под командването на генерал Бадер и организирани в т.нар. Първи български окупационен корпус.
В края на 1944 г. управлението на града е предадено от Червената армия и БНА на югославските партизани, които се разправят безмилостно с всички колаборционисти на предходната власт в района на Крагуевац.